# マイク・ボイト

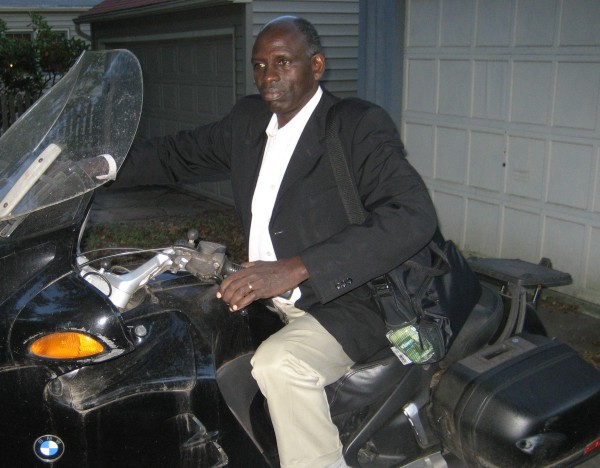
マイク・ボイト（2006年）

マイク・ボイト（Michael ("Mike") K. Boit、1949年6月1日 - ）は、ケニアの陸上競技選手。1972年ミュンヘンオリンピックの銅メダリストである。

## 経歴
ボイトは、ケニア西部リフトバレー州ケイヨ県イテン出身。1969年に800mでケニアの高校チャンピオンとなる。卒業後はケニアッタ大学に進学。大学を卒業した1972年にはミュンヘンオリンピックに出場し、800mでアメリカのデーブ・ウォットル、ソ連のエフゲニー・アルザノフに次いで3位となり銅メダルを獲得した。さらに、1500mにも出場。ケニアの伝説的なランナーであるキプチョゲ・ケイノも出場していたこのレースでは、惜しくも4位となり2個目のメダルを手にすることはできなかった。
ボイトは、4年後の1976年モントリオールオリンピックへは、ラグビーで南アフリカ共和国と交流したニュージーランドがオリンピックに出場することに対して、ケニアをはじめとしたアフリカ諸国がボイコットしたことにより、出場することができなかった。この時『トラックの色も知らないお偉方が、我々からオリンピック出場の機会を奪ってしまった。怖ろしいことだ。』とボイコットを批判するコメントを出した。
それでも、ボイトは1970年代を通じて世界のトップランナーであり続けた。1974年のコモンウェルスゲームズ2位、1977年のワールドカップの800mではモントリオールオリンピック優勝のアルベルト・ファントレナと大接戦を演じ2位。100mのS・ウィリアムス、長距離のミルツ・イフターとともにモントリオール不出場組の存在感を示した。1978年のコモンウェルスゲームズでは800mで優勝。1500mで3位。1979年の第1回アフリカ選手権でも1500mで優勝を果たしている。
しかし、1980年モスクワオリンピックは、今度はソ連のアフガニスタン侵攻に対しケニアがボイコットしたため、ボイトは再びオリンピックの舞台に立つことはできなかった。ボイトはその後も競技を続け、1990年に現役を引退。引退後は国際陸連の組織の一員として活動。現在ではケニヤッタ大学の体育学の教授の職にある。
ケニア初の冬季オリンピック選手として1998年長野オリンピックのクロスカントリスキーに出場したフィリップ・ボイトは、彼の甥にあたる選手である。

## 自己ベスト
- 800 m - 1分43秒57 (1976年)
- 1000 m - 2分15秒30 (1977年)
- 1500 m - 3分33秒67 (1981年)
- 1マイル - 3分49秒45 (1981年)

## 主な実績
| 年   | 大会                   | 場所                                 | 種目  | 結果 | 記録      |
| ---- | ---------------------- | ------------------------------------ | ----- | ---- | --------- |
| 1972 | オリンピック           | ミュンヘン(西ドイツ)                 | 800m  | 3位  | 1分46秒0  |
| 1972 | オリンピック           | ミュンヘン(西ドイツ)                 | 1500m | 4位  | 3分38秒4  |
| 1974 | コモンウェルスゲームズ | クライストチャーチ(ニュージーランド) | 800m  | 2位  | 1分44秒39 |
| 1977 | IAAFワールドカップ     | デュッセルドルフ(西ドイツ)           | 800m  | 2位  | 1分44秒14 |
| 1978 | コモンウェルスゲームズ | エドモントン(カナダ)                 | 800m  | 1位  | 1分46秒39 |
| 1979 | アフリカ選手権         | ダカール(セネガル)                   | 1500m | 1位  | 3分39秒9  |
| 1982 | コモンウェルスゲームズ | ブリズベン(オーストラリア)           | 1500m | 3位  | 3分43秒33 |